# Zdiby
Zdiby (německy Zdib) jsou obec v okrese Praha-východ ve Středočeském kraji. Leží asi 9 km severně od centra Prahy, s jejíž městskou částí Dolní Chabry sousedí. Žije zde přibližně 4 100 obyvatel. Součástí obce jsou vesnice Brnky, Přemyšlení a Veltěž.

## Historie

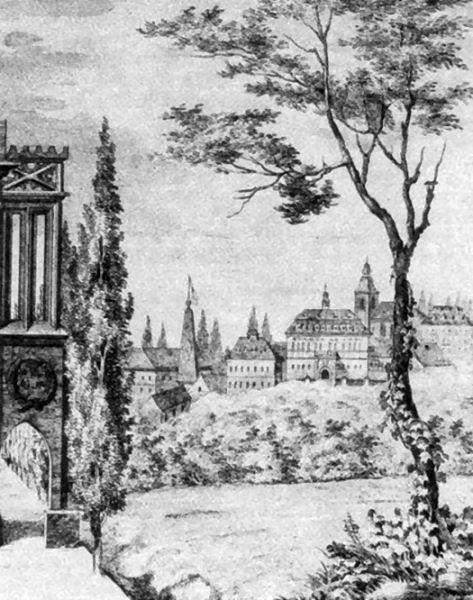
Zdiby kolem roku 1840. Vpravo zámek, za ním kostel.

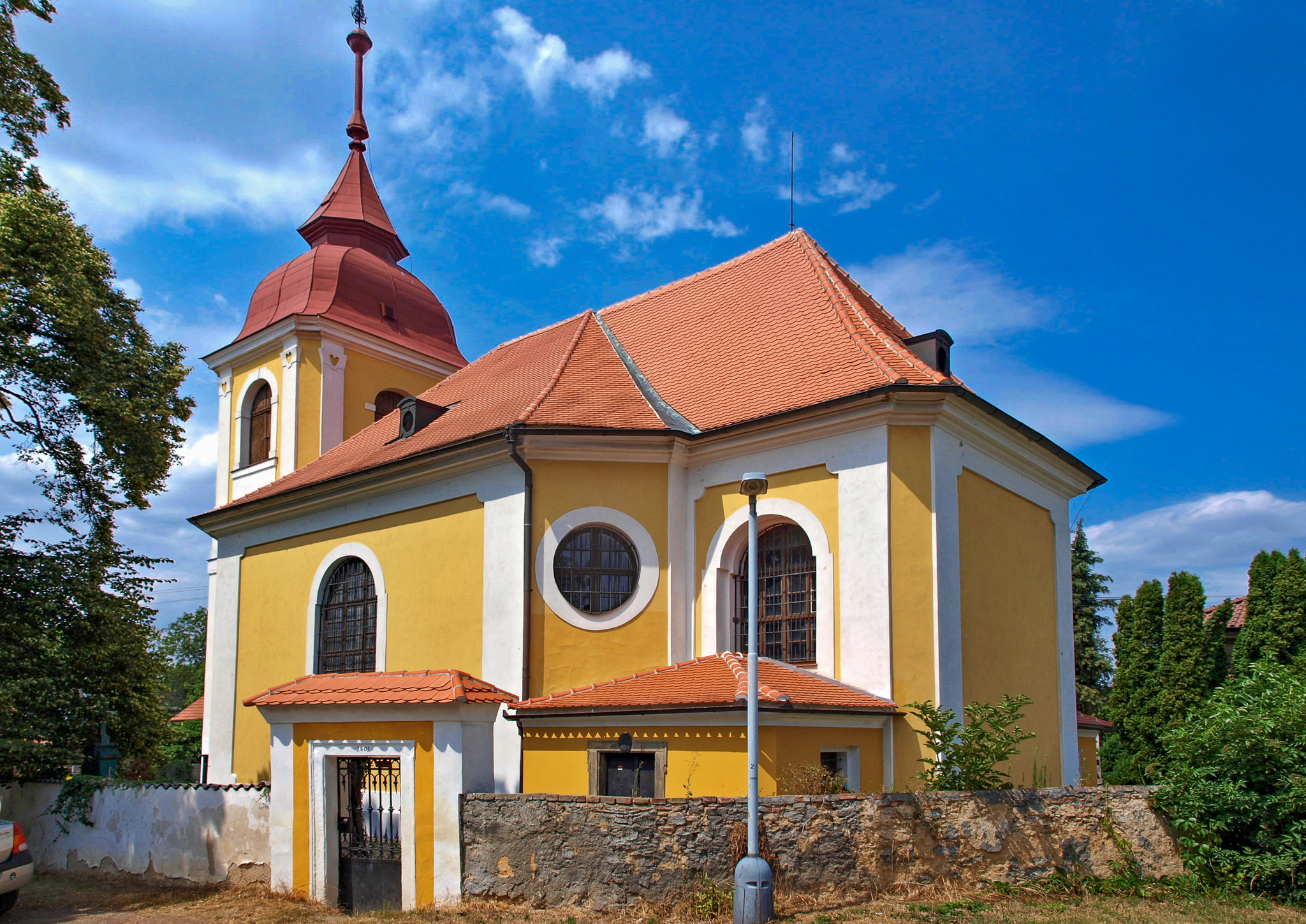
Kostel Povýšení svatého Kříže

První písemná zmínka o obci pochází z roku 1266, místní kostel je doložen ve 14. století. Do husitských válek patřily Zdiby klášteru sv. Kateřiny v Praze na Novém Městě. V 17. století byli vlastníky Radečtí z Radče, z nichž rytíř Přimyslav Ferdinand Radecký z Radče, pán na Přemyšlení a Zdibech, zemřelý 1676, je pochován ve zdejším kostele a má zde náhrobní desku. Později se zde vystřídalo více majitelů a koncem 18. století byla původní tvrz přestavěna na zámeček.
Kolem roku 1875 koupili zdibský zámeček a další pozemky manželé Martin a Marie Stejskalovi ze Smíchova. Ti zde vařili pivo v pivovaru, který je doložen již k roku 1717. Mezi lety 1948 a 1989 byl zámek s hospodářstvím postupně převeden na různé státní instituce, značně chátral a nakonec byl určen k demolici. K té však nedošlo a majetek byl v restituci navrácen potomkům rodiny Stejskalových. Na stavbách byly provedeny záchranné práce a úpravy pro nové využití: kulturní centrum, litografická dílna Petra Korbeláře, projekt penzionu.

### Územněsprávní začlenění
Dějiny územněsprávního začleňování zahrnují období od roku 1850 do současnosti. V chronologickém přehledu je uvedena územně administrativní příslušnost obce v roce, kdy ke změně došlo:
- 1850 země česká, kraj Praha, politický i soudní okres Karlín[6]
- 1855 země česká, kraj Praha, soudní okres Karlín[6]
- 1868 země česká, politický i soudní okres Karlín[6]
- 1927 země česká, politický okres Praha-venkov, soudní okres Karlín[7]
- 1929 země česká, politický okres Praha-venkov, soudní okres Praha-sever[8]
- 1939 země česká, Oberlandrat Praha, politický okres Praha-venkov, soudní okres Praha-sever[9]
- 1942 země česká, Oberlandrat Praha, politický okres Praha-venkov-sever, soudní okres Praha-sever[10]
- 1945 země česká, správní okres Praha-venkov-sever, soudní okres Praha-sever[11]
- 1949 Pražský kraj, okres Praha-sever[12]
- 1960 Středočeský kraj, okres Praha-východ[13]

### Rok 1932
V obci Zdiby (přísl. Brnky, Přemyšlení, Veltěž, 949 obyvatel, poštovní úřad, četnická stanice, katolický kostel) byly v roce 1932 evidovány tyto živnosti a obchody: biograf Sokol, 2 cihelny, družstvo pro rozvod elektrické energie, 6 hostinců, 2 koláři, 3 kováři, 3 krejčí, 10 obchodů s mlékem, mlýn, 3 obuvníci, pekař, obchod s lahvovým pivem, porodní asistentka, 11 rolníků, sedlář, velkoobchod semeny, 6 obchodů se smíšeným zbožím, spořitelní a záložni spolek, 2 švadleny, 3 trafiky, 2 truhláři, 4 velkostatky.

## Pamětihodnosti a přírodní zajímavosti
Zdiby na Seznamu kulturních památek v okrese Praha-východ.
- Zámek Zdiby – pozdně barokní z konce 18. století, upravovaný v 19. století. Obdélný, patrový, s mansardovou střechou.[15] Dnes (stav z roku 2012) neobydlený, ve špatném stavu.
- Kostel Povýšení svatého Kříže – Kostel doložen již v roce 1384, dnešní barokní z roku 1734, upraven kolem roku 1800 a 1892. Obdélný, na západní straně patrová hranolová věž, v lodi nástropní malba od Vojtěcha Bartoňka. Hlavní oltář z roku 1891 podle návrhu arch. Jana Vejrycha, s obrazem Antonína Lhoty a sochami Josefa Maudra.[15]
- Klasicistní figurální náhrobek z roku 1801[15]
- Socha sv. Jana Nepomuckého v márnici, původně na návsi[15]
- Přírodní památka Kaňon Vltavy u Sedlce (pod osadou Brnky) se skalou Špička – součást rozsáhlejší stejnojmenné EVL
- Přírodní park Dolní Povltaví
- údolí Přemyšlenského potoka (Šulkovna) s Černou skalou
- bývalý ateliér sochaře Zdeňka Palcra,[16] stodola u čp. 22, nepřístupné

## Doprava

### Dopravní síť
- Pozemní komunikace – U obce oficiálně začíná dálnice D8 s exitem 1, která je plynulým pokračováním Prosecké radiály (R8). U obce začíná silnice I/9 do Mělníka, České Lípy, Rumburku a na hraniční přechod do německého Neugersdorfu. Obcí prochází silnice II/608 Praha – Zdiby – Veltrusy – Terezín.
- Železnice – Železniční trať ani stanice na území obce nejsou. Nejbližší železniční stanicí jsou Měšice u Prahy ve vzdálenosti 6 km ležící na železniční trati Praha–Turnov mezi Prahou a Neratovicemi.

### Veřejná autobusová doprava

#### 40. léta
- První linka do zdib byla zavedena ve 40. létech, nedochovaly jízdní řády a trasa. Předpoklad je že linka byla vedená z autobusového nádraží ÚAN Praha, Florenc či z AN Praha, Holešovice do Řeže přes Veltěž a Klecany

#### 90. léta
Zdiby byly obsluhovány linkami ČSAD 
- 10340 Praha, Holešovice (Metro Nádraží Holešovice) – Praha, Nám. Kobylisy – Veltěž – Husinec, Řež Závod (Dnes Linka 371)
- 01005 Praha, ÚAN Florenc – Praha, AN Palmovka – Veltěž – Máslovice (Dnes Linka 374)
- 01034 Praha, ÚAN Florenc – Praha, AN Palmovka – Veltěž – Husinec, Řež Závod (Dnes také linka 371)

#### 30. září 2001
- Autobusy 370, 373 Přes Zdiby, U Parku Z Nádraží Holešovice
- Autobusy 371, 374 Přes Zdiby, Veltěž z Nádraží Holešovice

#### 26. června 2004
- 370, 371, 373, 374 v Praze odkloněny na Kobylisy

#### 12. prosince 2010
- Zavedena Linka 958 Přes Zdiby, Veltěž Z Kobylisy

#### 11. května 2015
- Zahájení Zkušebního Provozu Hobr Express Zdiby, U Kovárny (Z., Brnky) – Zdiby, U Vodojemu (Z., Holosmetky)

#### 2. ledna 2017
Změna trasy Hobr Express:
- Trasa 1: Zdiby, U Kovárny/Zdiby, U Vodojemu – ZŠ Žernosecká (Pouze V pondělí)
- Trasa 2: ZŠ Žernosecká – LIDL
- Trasa 3: ZŠ Žernosecká – Škola (ZŠ Zdiby)

#### 15. listopadu 2020
- Integrován Hobr Express do PID Pod Linkou 774 se zkrácenou trasou Zdiby, Brnky – Zdiby, Holosmetky

#### 3. září 2023
- 774 Nahrazena 411 Kobylisy – Zdiby, Brnky / Zdiby, Holosmetky

## Turistika
- Cyklistika – Do obce vede cyklotrasa  A288 z Ďáblic.
- Pěší turistika – Obcí prochází turistická trasa  6008 Vozovna Kobylisy – přívoz v Klecánkách – Roztoky (nádraží).

## Galerie

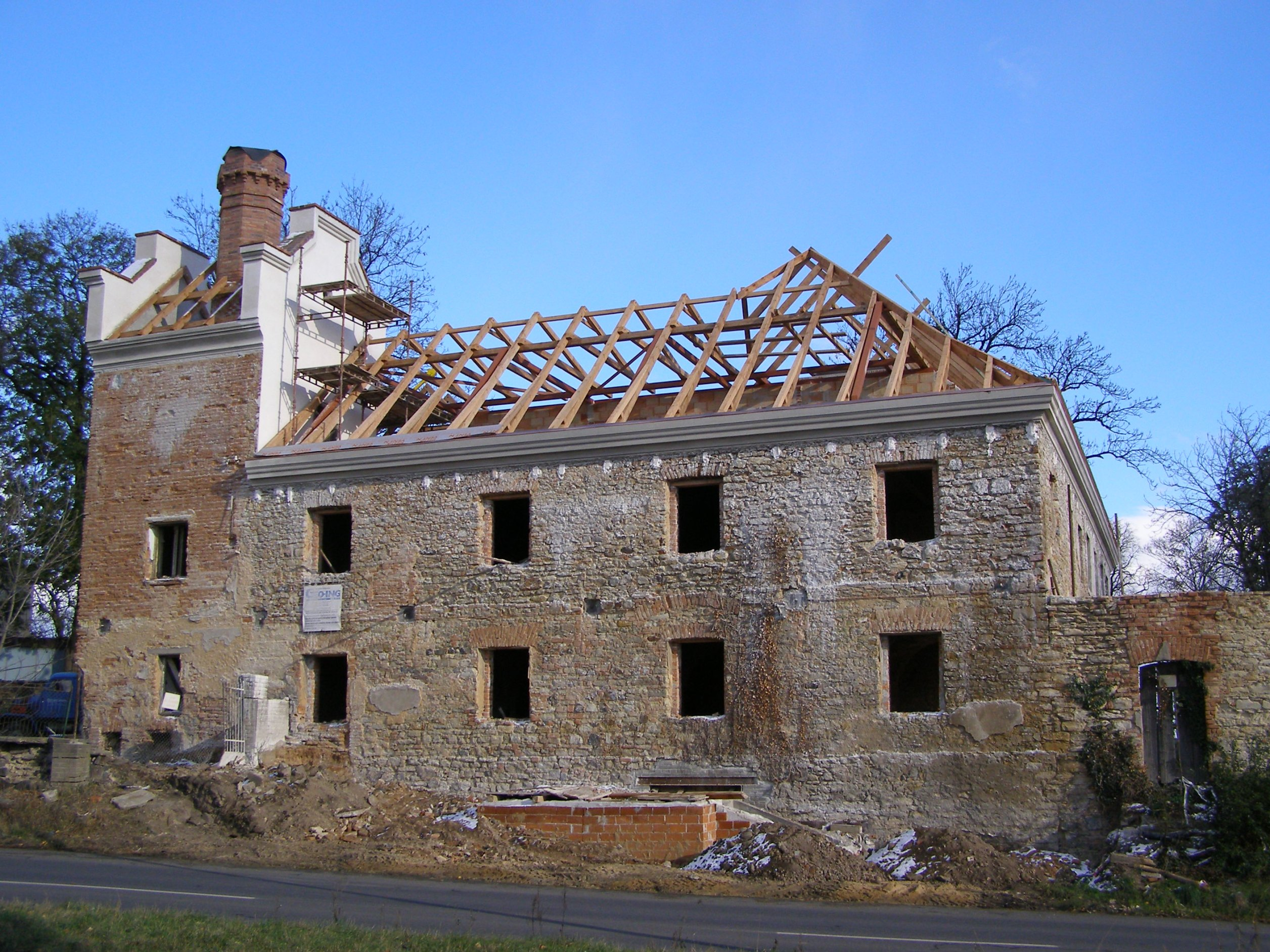
Rekonstruovaný pivovar
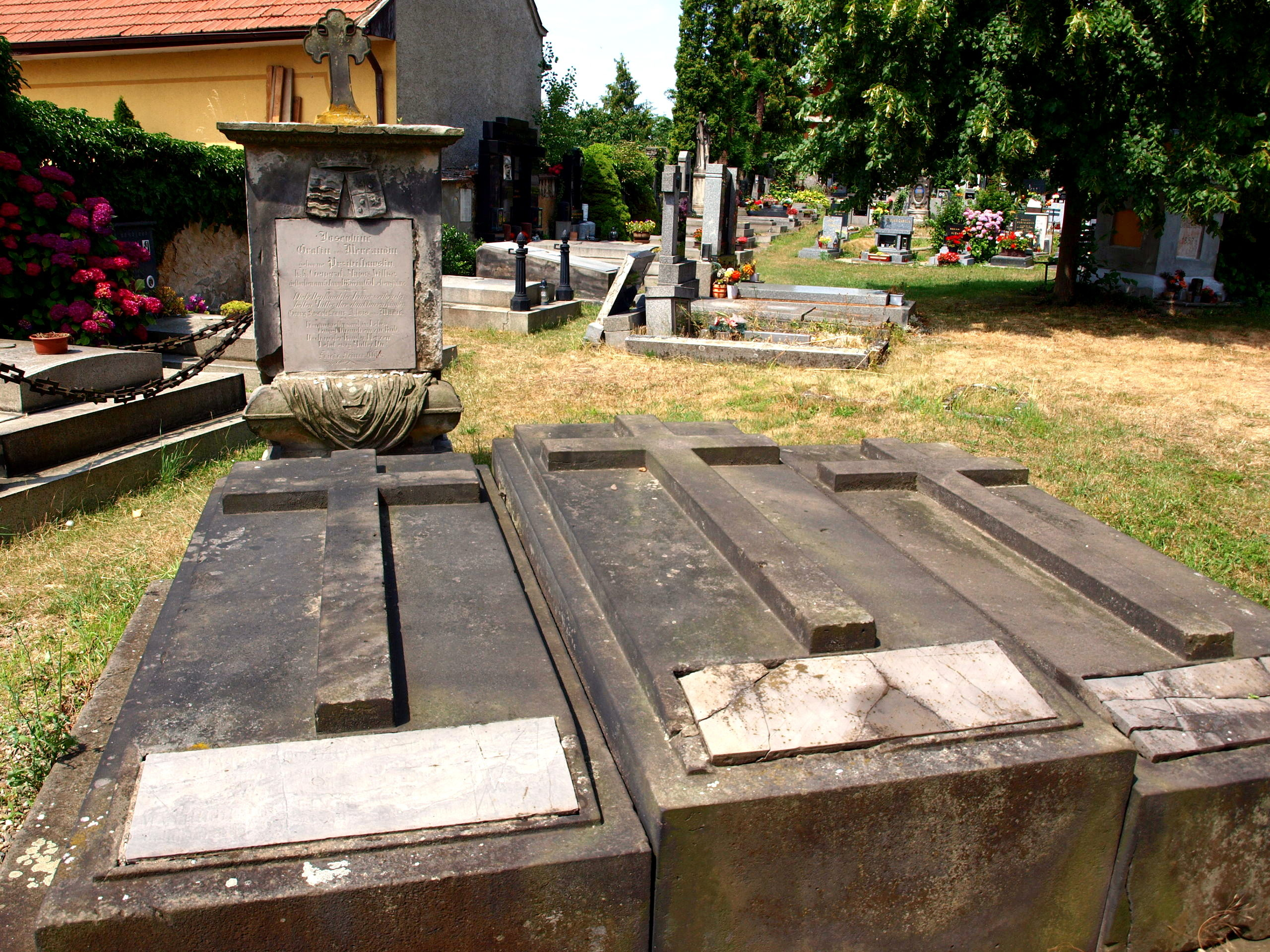
Náhrobek hraběnky Josefiny z Merrandinu roz. Přibyslavské na kostelním hřbitově
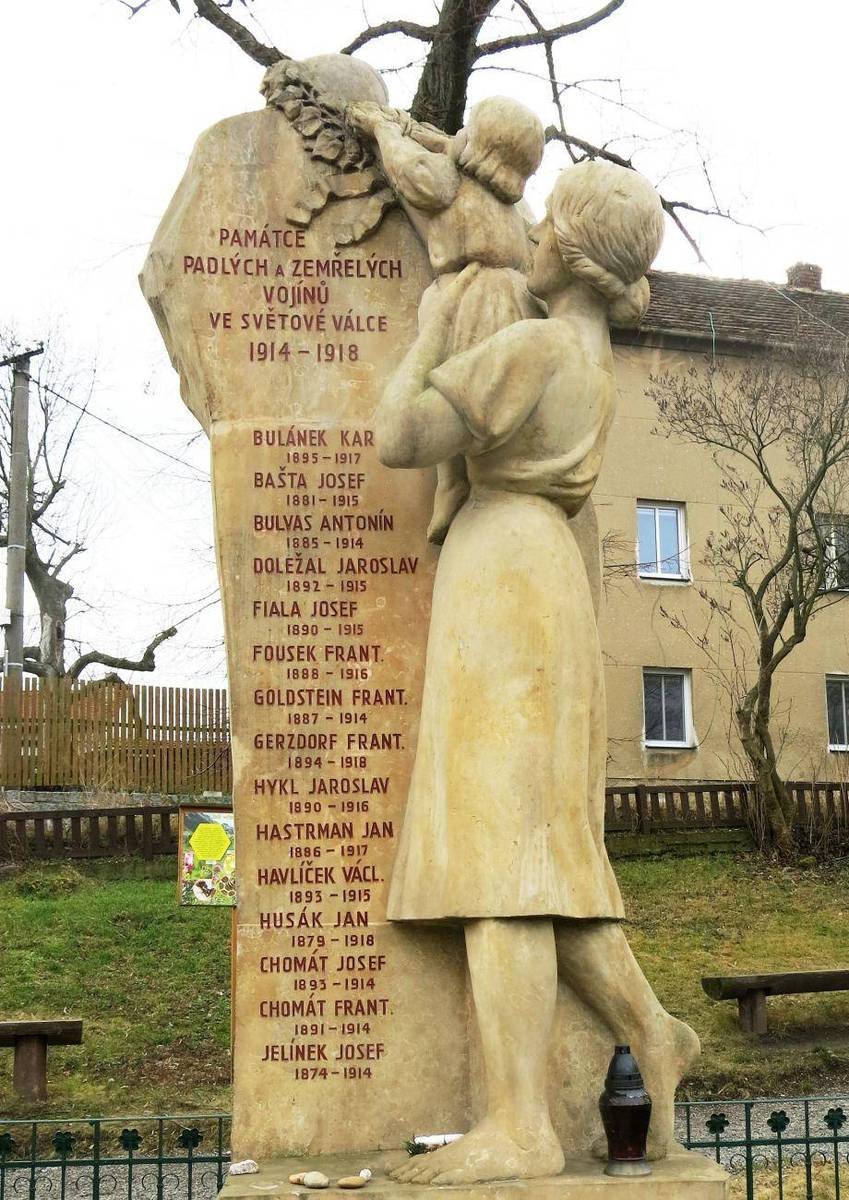
Pomník padlým v první světové válce